# Хвенсон
Хвенсо́н (кор. 횡성군?, 橫城郡?, Hoengseong-gun) — уезд в провинции Канвондо, Южная Корея. Центр корейского животноводства.

## История
В эпоху Самхан территория современного Хвенсона входила в состав протогосударства Махан. Во время трёх государств эта земля принадлежала сначала государству Пэкче (с 235 по 374 год), затем государству Когурё (с 413 по 475 год). В пятом веке здесь находилось поселение Хвенчхон. Около 551 года эта территория вошла в состав государства Силла. В эпоху Объединённого Силла Хвенчхон получил статус хёна (крупный район). Во время династии Чосон Хвенчхон был переименован в Хвенсон. Во время вторжение маньчжуров Хвенсон (1627 год) стал одним из районов города Вонджу, однако после мятежа снова получил статус хёна. В 1895 году Хвенсон получил статус уезда (кун или гун).

## География
Уезд расположен в юго-восточной части провинции Канвондо. На востоке граничит с уездом Пхёнчхан, на западе — с уездом Янпхён, на юге — с городом Вонджу и уездом Йонволь, на севере — с уездом Хончхон. Расстояние до Сеула — 125,9 км, до Чхунчхона — 62,9 км, до Вонджу — 17,2 км, до Каннына — 110,3 км. Местность преимущественно гористая, расположен на склонах гор Тхэбэксан. Нижняя точка Хвенсона лежит на 100 метров над уровнем моря. На северо-востоке уезда находится несколько высоких гор — Тхэгисан (1264 м), Чхонтхэсан (1190 м) и Понбоксан (1028 м). Другие горы высотой более километра, находящиеся в черте уезда, это Саджасан (1040 м), Сурибон (1028 м), Намдэбон (1181,5 м), Хяннобон (1040 м), Пиробон (1288 м) и Мэхвасан (1084 м). В основном высокие горы сосредоточены в северной и восточной части уезда. Вся речная система уезда принадлежит бассейну реки Намханган. Всего по территории уезда протекает 18 рек, крупнейшие из которых — Сомган, Чучхонган и Намханган.
Климат Хвенсона ввиду высокогорного расположения уезда имеет более континентальные черты, чем климат остальной части страны. Среднегодовая температура 11 ˚С. Самая высокая температура была зарегистрирована в Хвенсоне 7 августа 1990 года 37 ˚С, самая низкая — 31 декабря 1927 года −29,8 ˚С. Среднегодовое количество осадков 1295,7 мм. Это больше, чем в среднем по стране (1159 мм). Большая часть осадков (60 % от общего количества) выпадает в сезон дождей с июня по август. Направление ветра летом юго-западное, а зимой — северо-западное. Среднегодовая скорость ветра — 2 м/с.

## Административное деление
Хвенсон административно делится на 1 ып и 8 мён:
| Название    | Хангыль | Площадь, км² | Население, чел | Внутреннее деление |
| ----------- | ------- | ------------ | -------------- | ------------------ |
| Хвенсонып   | 횡성읍  | 72,9         | 18 639         | 26 ри              |
| Анхынмён    | 안흥면  | 96,38        | 2 647          | 7 ри               |
| Канниммён   | 강림면  | 96,37        | 1 472          | 3 ри               |
| Капчхонмён  | 갑천면  | 123,37       | 2 045          | 14 ри              |
| Конгынмён   | 공근면  | 129,3        | 3 836          | 18 ри              |
| Совонмён    | 서원면  | 123,43       | 2 286          | 6 ри               |
| Туннэмён    | 둔내면  | 128,08       | 5 405          | 13 ри              |
| Учхонмён    | 우천면  | 94,8         | 4 743          | 14 ри              |
| Чхонъильмён | 청일면  | 133,74       | 2 411          | 9 ри               |

## Туризм и достопримечательности
- Горнолыжный курорт Сонъу. Здесь в 2009 году прошёл Чемпионат мира по сноубордингу.[4]
- Каменная статуя Будды времён королевства Силла и трёхэтажная пагода в местечке Сандонни. Представляют собой памятники зодчества и скульптуры эпохи государства Силла. Входят в список культурного наследия провинции Канвондо под номерами 20 и 21 соответственно.[5]
- Храм Погванса постройки VII века. Согласно хроникам первые постройки на этом месте были возведены в 647 году (3 статуи Будды и пятиэтажная каменная пагода).[6]
- Фольклорный фестиваль Тхэги, проходит 15 января каждого года. В программе фестиваля выступления фольклорных коллективов, соревнования по традиционным корейским видам спорта, ярмарка.[7]

## Символы
Как и все города и уезды Южной Кореи, Хвенсон имеет ряд символов:
- Цветок пион — символизирует простоту жителей уезда и чистоту их помыслов.
- Птица цапля — олицетворяют честность и прямоту.
- Дерево: дзельква — выбрано символом поскольку в больших количествах растёт на территории уезда.
- Маскот: бычок Ханури, олицетворяет мясную промышленность уезда.

## Города-побратимы
Города-побратимы Хвенсона:
- Хатто (префектура Тоттори), Япония — с 1997 года. В 2005 году Хатто вошёл в состав города Ядзу
- Паньши (провинция Гирин), Китай — с 1998 года.